# Prodotti PGI e PDO britannici
Elenco dei prodotti PGI (Protected Geographical Indication - Indicazione Geografica Protetta) e PDO (Protected Designation of Origin - Denominazione d'Origine Protetta) britannici.

## Birra
- Kentish ale (PGI)
- Kentish strong ale (PGI)
- Rutland bitter (PGI)

## Formaggio
- Beacon Fell formaggio del Lancashire (Protected designation of origin|PDO)
- Bonchester cheese (PDO)
- Buxton blue (PDO)
- Formaggio Blu del Dorset (PGI)
- Dovedale cheese (PDO)
- Exmoor Blue cheese (PGI)
- Single Gloucester (PDO)
- Swaledale cheese (PDO)
- Swaledale ewes' cheese (PDO)
- Teviotdale cheese (PGI)
- Formaggio Stilton - Bianco (PDO)
- Formaggio Stilton - Blu (PDO)
- West Country farmhouse Cheddar cheese (PDO)

## Sidro e sidro di pere
- Gloucestershire cider (PGI)
- Gloucestershire perry (PGI)
- Herefordshire cider (PGI)
- Herefordshire perry (PGI)
- Worcestershire cider (PGI)
- Worcestershire perry (PGI)

## Crema
- Clotted cream della Cornovaglia (PDO)

## Pesce
- Arbroath Smokies
- Scottish Farmed Salmon, salmone scozzese
- Whitstable Oysters, ostrica

## Carne
- Manzo delle Orcadi (PDO)
- Agnello delle Orcadi (PDO)
- Scotch beef (PGI)
- Scotch lamb (PGI)
- Agnello delle Shetland (PDO)
- Manzo del Galles (PGI)
- Agnello del Galles

## Verdura
- Jersey Royal potatoes, patate di Jersey (PDO)